# Sam White
Sam White (* 16. Oktober 1906 in Chicago, Illinois; † 5. August 2006 in Encino, Kalifornien) war ein US-amerikanischer Filmregisseur und Fernseh- und Filmproduzent.
Der Bruder des Produzenten Jules White sowie des Schauspielers Jack White wuchs als Kind von österreichisch-ungarischen Einwanderern heran. Seine Karriere als Regisseur begann in den 1930er Jahren, in denen er als Verantwortlicher für die musikalischen Sequenzen zahlreicher Filme beschäftigt war. So arbeitete er mit Fred Astaire, Ginger Rogers und Irene Dunne (Roberta), Betty Grable und Buddy Rogers (Old Man Rhythm) und Ann Sothern (Top of the Town und Hooray for Love). Daneben entstanden viele kurze Werke unter seiner Regie. Nach Anleitungsfilmen für die amerikanische Armee während des Zweiten Weltkrieges produzierte und/oder inszenierte White so unterschiedliche Werke wie Ann Millers Reveille with Beverly, den Horrorfilm The Return of the Vampire mit Bela Lugosi, die Programmfilme People Are Funny, The Girl in the Case, After Midnight with Boston Blackie, Louisiana Hayride oder den exotischen Tahiti Nights mit Jinx Falkenberg.
In den 1950er und 1960er Jahren war er vor allem mit Werbefilmen sowie mit zahlreichen Fernsehepisoden für Serien wie Perry Mason, The Outer Limits, und Flicka zutage getreten. Einen seltenen späten Ausflug zum Spielfilm machte er 1967 mit dem in Spanien produzierten Western Rio Hondo.
2003 wurde White und seinen Brüdern im Motion Picture and Television Home eine Erinnerungswand gewidmet. Kurz vor seinem 100. Geburtstag starb der Produzent und Regisseur.
White heiratete 1937 eine bei vielen Filmstudios unter Vertrag stehende Tänzerin, Claretta Ellis. Sie waren 63 Jahre lang miteinander verheiratet und hatten zwei Töchter.

## Filmografie (Auswahl)
Produzent
- 1942: The Spirit of Stanford
- 1943: The Return of the Vampire
- 1946: People are Funny
- 1968: Rio Hondo (Comanche blanco)